# O Enigma
O enigma (em alemão: Das Rätsel) é um conto de fadas alemão compilado pelos Irmãos Grimm. É o conto número 22 (KHM 22). Conta a história de um príncipe que decide viajar pelo mundo e leva consigo um criado fiel. Após várias peripécias, deparam com uma princesa que "havia mandado proclamar que o homem que apresentasse um enigma que ela não conseguisse decifrar seria seu marido". Enquadra-se no Tipo 851 do Sistema Aarne-Thompson-Uther de classificação de contos folclóricos, sobre conquistar uma princesa com um enigma.

## Origem
A história foi publicada pelos Irmãos Grimm na segunda edição de Kinder- und Hausmärchen in 1819, e expandida na terceira edição em 1837. Sua fonte foi a contadora de histórias alemã Dorothea Viehmann (1755–1815), e outro informante não nomeado.

## História
Era uma vez um príncipe que decidiu fazer uma viagem com seu criado. Em uma floresta escura, eles chegaram a uma pequena casa, onde uma donzela avisou que sua madrasta era uma bruxa que não gostava de forasteiros, mas mesmo assim resolvem pernoitar lá por falta de outra opção. A donzela também alertou que não comessem ou bebessem nada que a bruxa oferecesse, porque poderia estar envenenado. Dito e feito. Na manhã seguinte, a bruxa entrega ao criado uma bebida, que acaba matando seu cavalo. Eles matam um corvo que estava comendo o cadáver do animal e o levam consigo. Ao anoitecer, chegam a uma estalagem e entregam o corvo ao estalajadeiro para que prepare uma sopa. Na verdade, tratava-se de um covil de ladrões. A sopa envenenada acaba matando os malfeitores.
Continuando, o príncipe e seu criado chegam a uma cidade onde uma princesa se casaria com quem lhe apresentasse um enigma que ela não conseguisse decifrar. O enigma foi: "O que não matou nenhum, no entanto matou doze"? A princesa, incapaz de decifrá-lo, enviou sua criada para ver se o príncipe revelava a resposta durante o sono. Nas duas primeiras noites, o príncipe fez seu criado dormir na sua cama, e este expulsou a espiã, ficando com seu manto. Na terceira noite, o príncipe dormiu em sua própria cama, e a própria princesa entrou. O príncipe fingiu estar dormindo e revelou a resposta ao enigma, mas ficou também com o manto da princesa.
Na manhã seguinte, a princesa anunciou a resposta ao enigma: "O que não matou nenhum foi um corvo que comeu de um cavalo morto e morreu envenenado. E ainda assim matou doze ladrões que comeram o corvo." O príncipe declarou que a princesa não havia resolvido o enigma por si própria, mas o questionara enquanto dormia. Os juízes da cidade pediram provas, e o príncipe mostrou os três mantos. Os juízes ordenaram que o manto cinzento da princesa fosse bordado com ouro e prata para servir de vestido de casamento.